# Primarias del Partido Republicano de 2008 en Delaware
Las primarias republicanas de Deleware, 2008 fueron el 5 de febrero y hubo un total de 18 delegados en juego. el ganador en los distritos congresionales de Delaware será el que obtendrá todos esos delegados.
El senador John McCain es declarado ganador de las primarias republicanas de Delaware.

## Candidatos
- Mike Huckabee
- John McCain
- Ron Paul
- Mitt Romney

Los Candidatos Rudy Giuliani, Duncan Hunter y Fred Thompson se retiraron de la contienda presidencial antes de las primarias de Deleware.

## Resultados
| Candidato      | Votos  | Porcentajes | Delegados |
| -------------- | ------ | ----------- | --------- |
| John McCain    | 22,626 | 45.04%      | 18        |
| Mitt Romney    | 16,344 | 32.53%      | 0         |
| Mike Huckabee  | 7,706  | 15.34%      | 0         |
| Ron Paul       | 2,131  | 4.24%       | 0         |
| Rudy Giuliani* | 1,255  | 2.5%        | 0         |
| Tom Tancredo*  | 175    | 0.35%       | 0         |
| Total          | 50,237 | 100%        | 18        |

* Candidato se ha retirado antes de estas primarias.